# Filippo Sega
Filippo Sega (también conocido, en España, como Felipe Sega; nacido en Bolonia, 22 de agosto de 1537, fallecido en Roma el 29 de mayo de 1596) fue un eclesiástico católico, obispo, nuncio apostólico en varios países y cardenal italiano.
Nació en una familia noble procedente de Rávena, quizá emparentada con el futuro papa Gregorio XIII. Promovió la carrera eclesiástica de sus sobrinos, hijos de su hermana Isabella, Giovanni Battista y Girolamo Agucchi (este también llegará al cardenalato).
El 20 de mayo de 1575 fue elegido obispo de la diócesis de Ripatransone, en la que sucedió al obispo dimisionario Lucio Sassi. Nombrado en 1577 nuncio apostólico en España, en sustitución de Nicolò Ormaneto. A diferencia de este, Sega se distinguió por su enconada oposición a la reforma del Carmelo emprendida por santa Teresa de Jesús, cuyo confinamiento ordenó en Toledo, así como la prisión de Juan de la Cruz. En aquel tiempo fue cuando Teresa redactó su tratado espiritual Las moradas.
En 1578 fue elegido obispo de Piacenza, que ocupó hasta su muerte. Sixto V lo envió como nuncio en Austria en 1586, cargo que tuvo hasta 1587. El papa Inocencio IX lo elevó al rango de cardenal en el consistorio del 18 de diciembre de 1591 y al año siguiente fue nombrado nuncio en Francia, cargo que ocupó hasta 1594.
Murió en Roma el 29 de mayo de 1596. Su monumento fúnebre (que incluye su retrato, atribuido al Domenichino) se encuentra en iglesia de San Onofre en el Gianicolo de Roma.